# 帕維爾·庫什尼爾
帕维尔·米哈伊洛维奇·库什尼尔（羅馬化：Pavel Mikhaylovich Kushnir；1984年9月19日—2024年7月27日），俄罗斯政治活动家、鋼琴家、作家和異見人士。庫什尼爾是俄罗斯联邦历史上第一位绝食后死亡的政治犯。